# Edith Ennen
Edith Ennen (* 28. Oktober 1907 in Merzig (Saar); † 29. Juni 1999 in Bonn) war eine deutsche Historikerin und Archivarin. Ennens Forschungsschwerpunkte waren die Verfassungs-, Sozial- und Wirtschaftsgeschichte des Mittelalters, insbesondere die Stadtgeschichte, sowie die rheinische Landeskunde.
2024 benannte der Landschaftsverband Rheinland (LVR) seinen etablierten Wissenschaftspreis um nach Edith Ennen zum 'Edith-Ennen-Wissenschaftspreis des LVR'.

## Leben
Ennens Vater Emil stammte aus St. Vith und war Ärztlicher Direktor der Provinzial-Heil- und Pflegeanstalt in Merzig. Ennen besuchte zunächst das Lyzeum in Merzig, wechselte 1924 nach bestandener Aufnahmeprüfung mit Genehmigung der „Regierungskommission für Schulwesen unter Aufsicht des Völkerbundes“ an das Realgymnasium Dillingen und legte 1927 ihre Abiturprüfung ab. Ihre Mutter Louise geb. Peters stammte aus Emmerich.
Ennen studierte Geschichte an der Universität Bonn und promovierte 1933 bei Franz Steinbach zum Dr. phil. über das Thema Die Organisation der Selbstverwaltung in den Saarstädten vom ausgehenden Mittelalter bis zur französischen Revolution. Von Mitte Oktober 1934 bis Ende 1935 nahm sie als eine der wenigen Frauen an der Ausbildung zur Archivarin am Institut für Archivwissenschaft und geschichtswissenschaftliche Fortbildung des Geheimen Staatsarchivs Preußischer Kulturbesitz in Berlin-Dahlem teil. Nach ihrer archivarischen Staatsprüfung gab sich der Leiter des Instituts große Mühe, sie angesichts der Stellenlage für Frauen im „Dritten Reich“ angemessen zu versorgen.
Sie war am Institut für geschichtliche Landeskunde der Rheinlande tätig. Im Zweiten Weltkrieg hielt sie maßgeblich den Institutsbetrieb aufrecht; bis 1943 konnten so beispielsweise die Rheinischen Vierteljahrsblätter erscheinen. Das Institut betrieb damals schwerpunktmäßig die sogenannte Westforschung (die Erforschung des deutschen Volkstums in den westlichen Nachbarländern des Deutschen Reichs). Ennen beschränkte sich jedoch auf ihre auch später hervorstechenden Themengebiete, die Stadtgeschichte und die rheinische Landeskunde.
Am 1. April 1947 wurde Ennen Leiterin des Bonner Stadtarchivs und war so für den Wiederaufbau dieser Institution in der Nachkriegszeit verantwortlich. 1961 wurde sie zur Honorarprofessorin der Universität Bonn ernannt. 1964 folgte sie einem Ruf auf einen Lehrstuhl der Universität des Saarlandes in Saarbrücken, womit sie gemeinsam mit der im selben Jahr berufenen Ruth Altheim-Stiehl erste Inhaberin eines Lehrstuhls in den Geschichtswissenschaften in Deutschland war. 1968 wurde sie als erste Frau auf einen Lehrstuhl der Philosophischen Fakultät der Universität Bonn berufen und übernahm dort die Leitung des Instituts für geschichtliche Landeskunde der Rheinlande. In diesen Jahren versammelte sie einen großen Schülerkreis um sich und verfasste eine Reihe grundlegender Arbeiten. 1974 wurde sie emeritiert, womit eine neue Schaffensphase begann. Sie war Mitglied der Gesellschaft für Rheinische Geschichtskunde.

## Auszeichnungen
- 1976: Großes Verdienstkreuz des Verdienstordens der Bundesrepublik Deutschland
- Membre honoraire de la Commission pour l’histoire de ville

## Schriften (Auswahl)
- Die Organisation der Selbstverwaltung in den Saarstädten vom ausgehenden Mittelalter bis zur französischen Revolution (= Rheinisches Archiv. Bd. 25, ISSN 0933-5102). Röhrscheid u. a., Bonn 1933 (Zugleich: Bonn, Universität, Dissertation, 1933).
- Frühgeschichte der europäischen Stadt. Röhrscheid, Bonn 1953 (3., um einen Nachtrag erweiterte Auflage. ebenda 1981, ISBN 3-7928-0419-0).
- mit Walter Holzhausen und Gert Schroers: Der Alte Friedhof in Bonn. Geschichtlich, biographisch, kunstgeschichtlich. Stollfuss, Bonn 1955 (5. Auflage. Stadt Bonn, Bonn 1986, ISBN 3-922832-03-2).
- mit Dietrich Höroldt: Kleine Geschichte der Stadt Bonn (= Bonner Geschichtsblätter. Bd. 20, ISSN 0068-0052). Bonner Heimat- und Geschichtsverein, Wilhelm Stollfuss Verlag, Bonn 1966 (Später als: Vom Römerkastell zur Bundeshauptstadt. Kleine Geschichte der Stadt Bonn. 4., durchgesehene Auflage. Stollfuss, Bonn 1985, ISBN 3-08-614094-1).
- als Hrsg. mit Günter Wiegelmann: Festschrift Matthias Zender. Studien zu Volkskultur, Sprache und Landesgeschichte. Herausgegeben in Verbindung mit Banimir Bratanic, Jorge Dias, Henri Draye, Gerda Grober-Glück, Franz Petri und Rudolf Schützeichel. 2 Bände. Bonn 1972.
- Die europäische Stadt des Mittelalters. Vandenhoeck & Ruprecht, Göttingen 1972, ISBN 3-525-01308-6 (4., verbesserte Auflage. ebenda 1987, ISBN 3-525-01341-8).
- Gesammelte Abhandlungen zum europäischen Städtewesen und zur rheinischen Geschichte. 2 Bände. Röhrscheid, Bonn 1977–1987, ISBN 3-7928-0405-0 (Bd. 1) und ISBN 3-7928-0569-3 (Bd. 2).
- mit Walter Janssen: Deutsche Agrargeschichte. Vom Neolithikum bis zur Schwelle des Industriezeitalters (= Wissenschaftliche Paperbacks Sozial- und Wirtschaftsgeschichte. Bd. 12). Steiner, Wiesbaden 1979, ISBN 3-515-02420-4.
- Rheinisches Städtewesen bis 1250 (= Geschichtlicher Atlas der Rheinlande. Beiheft 6, 1 = Publikationen der Gesellschaft für Rheinische Geschichtskunde. NF 12, Abt. 1b). Rheinland-Verlag, Köln 1982, ISBN 3-7927-0615-6.
- Frauen im Mittelalter. Beck, München 1984, ISBN 3-406-09528-3 (6. Auflage. ebenda 1999, ISBN 3-406-37799-8).
- Amalie von Lasaulx. In: Biographisch-Bibliographisches Kirchenlexikon (BBKL). Band 4, Bautz, Herzberg 1992, ISBN 3-88309-038-7, Sp. 1182–1184 (Artikel/Artikelanfang im Internet-Archive).